# Ура (язык Папуа — Новой Гвинеи)
Ура (Auramot, Ura, Uramät, Uramet, Uramit, Uramot) — папуасский язык, на котором говорят на полуострове Газелле востока провинции Новая Британия в Папуа — Новой Гвинее. Название Uramät является самоназванием носителей ура.